# Gabriel Dauchot
Pour les articles homonymes, voir Dauchot.
Gabriel Dauchot est un artiste peintre et lithographe français né le 10 mai 1927 à Livry-Gargan et mort le 7 novembre 2003, à Paris 10e.
Surnommé « le peintre de la comédie humaine », il est associé au mouvement figuratif de la Jeune Peinture au sein de l'École de Paris.

## Biographie

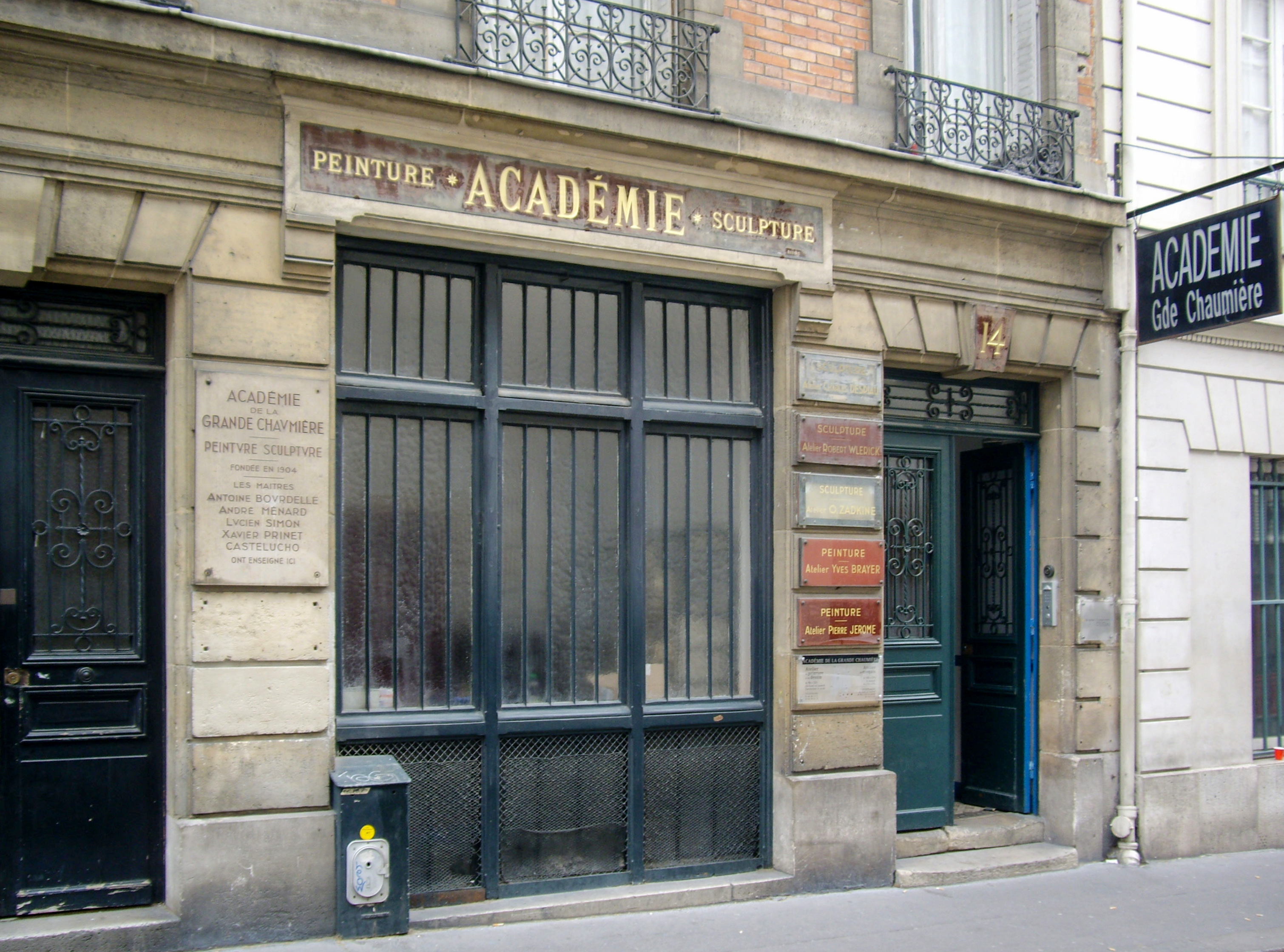
Académie de la Grande Chaumière, Paris

Gabriel Dauchot est né le 10 mai 1927 à Livry-Gargan.
Soutenu par les encouragements de son père, architecte, et peignant dès l'âge de quatorze ans, Gabriel Dauchot, dont l'admiration va à Maurice Utrillo et Chaïm Soutine, reçoit en 1940 les conseils d'Émile Othon Friesz et d'Yves Brayer à l'Académie de la Grande Chaumière, puis entre en 1942 à l'École nationale supérieure des beaux-arts. Il participe dès sa jeunesse aux Salons parisiens et n'a pas encore vingt ans lorsque la galerie Katia Granoff, puis la galerie Cardo, organisent ses premières expositions personnelles.
« Le lauréat est un moins de trente ans » observe Claude Roger-Marx, qui ne manque pas de relever « l'atmosphère de déguisement qui lui est chère » ainsi que « la sourde truculence qu'il donne aux fonds opaques où chantent avec distinction des gris froids, des verts, des carmins et des safrans » lorsqu'en 1951 le prix de la Société des collectionneurs et amateurs d'art est attribué à Gabriel Dauchot.
Waldemar George observe dans les années 1950 que si « ses œuvres de début étaient traitées dans un style réaliste qui rejoint parfois le populisme, le peintre tente de s'en dégager et réagit contre un art littéraire ». Ses dernières toiles d'alors, « portraits, paysages, compositions et natures mortes, s'imposent par la vie intense de la matière ». Près de quarante ans plus tard cependant, en 1989, Gérald Schurr continuera de retenir dans l'œuvre de Dauchot « une campagne triste peuplée d'êtres pitoyables, à mi-chemin entre le drame et la dérision, un univers truculent sauvé du tragique par un humour grinçant ».
Son appartement-atelier était situé au no 5 place Pigalle à Paris.

## Réception critique
« Dauchot est le peintre de la nostalgie. Il aurait voulu vivre entre 1850 et 1900 et les personnages qu'il représente portent généralement des costumes désuets. Il peint des arlequins tristes, des oiseleurs accablés, des violonistes des rues, des paysages de neige, des natures mortes et des enterrements. Mais, s'il exprime la nostalgie par le choix de ses sujets, il l'exprime aussi par sa technique. Il n'emploie jamais de couleurs pures. Sa manière évoque Soutine par l'importance des effets de matière, Degas et Toulouse-Lautrec par la mise en page. »

— Yvon Taillandier

« Très vite, malgré sa jeunesse, il sut s'imposer dans des tableaux qui exprimaient les états d'âme d'une société démodée, étrange tout en restant de la peinture. Dans sa récente exposition parisienne, il a su faire des toiles gaies, généreuses, spirituelles avec un corbillard vide et un fauteuil d'une autre époque… »

— René Barotte

« Il est aujourd'hui l'un des plus grands artistes de Paris, dans la tradition d'un Utrillo, d'un Marquet ou d'un Dufy. Il nous convie à une promenade nostalgique dans un Paris hors-du-temps, celui des petits métiers, des mécanos et des grisettes, des mansardes et des bistrots, ce Paris gouailleur qui l'amuse et l'attendrit et qu'il nous restitue à sa manière. »

— Jacques Chirac, Rétrospective Gabriel Dauchot, [catalogue], Lanobre, château de Val, été 1992.

« […] La saveur d'une réalité tragi-comique contée dans cet expressionnisme truculent, teinté d'humour noir, qui fut unanimement salué par la critique dans les années d'après-guerre. »

— Gérald Schurr, Le Guidargus de la peinture, Les Éditions de l'Amateur, 1993, p.302.

« Dauchot affectionne, en dehors des natures mortes et des paysages, ces êtres anonymes, mélancoliques, rêveurs, garçons de café, mariés qui se mêlent à des personnages directement issus d'un univers de saltimbanques: pierrots, arlequins […] Ce “marchand de merveilleux” ; comme l'appelle René Domergue, sait aussi teinter d'humour noir certaines de ces scènes, notamment ses enterrements. »

— Lydia Harambourg

## Prix et distinctions
- Prix de la Société des amateurs et collectionneurs, 1951[13].

## Ouvrages illustrés
- Jules Laforgue, Les Complaintes, avec 25 eaux-fortes, Société Normande des Amis du Livre, 1957.
- Robert Brasillach, Le Marchand d'oiseaux, avec 21 lithographies, Bibliophiles franco-suisses, 1958.
- Raymond Radiguet, Le Diable au corps, avec 33 lithographies, Éditions Pierre de Tartas, Imprimerie du Compagnonnage, 1961.
- André Maurois, Œuvres, 5 volumes, illustrations de Louis Touchagues, André Dunoyer de Segonzac, Émile Grau Sala, Gabriel Dauchot (Tome V : Ariel ou la vie de Shelley), Pierre de Tartas et Éditions Rombaldi, 1969.
- Paul Verlaine, Jadis et naguère, avec 17 lithographies, Le livre contemporain, 1971.
- Colette, Claudine à l'école, avec 24 lithographies, Paris, Pierre de Tartas, 1973.

## Expositions

### Expositions particulières
- Galerie Katia Granoff, Paris[6], 1945, octobre-novembre 1989[10].
- Galerie Cardo, Avenue Matignon, Paris, à partir de 1946[14].
- Galerie Hattfield, Los Angeles, 1953 (exposition parrainée par Edward G. Robinson).
- Gabriel Dauchot, dix ans de peinture, Galerie Durand-Ruel, novembre-décembre 1956[13].
- Juster Gallery, New York, avril 1957[13].
- Galerie Acosta, Los Angeles, 1958[13].
- Gabriel Dauchot, œuvres récentes, Galerie Durand-Ruel, octobre-novembre 1958, 1960.
- Galerie 55, Cannes, 1959[13].
- Galerie Motte, Genève, mars-avril 1960.
- O'Hana Gallery, Londres, 1961.
- Galerie André Weil, Paris, 1963.
- Galerie Yves Jaubert, Paris, 1969, 1971.
- Galerie Guigné, Rue du Faubourg-Saint-Honoré, Paris, octobre-novembre 1980.
- Galerie Pierre, Taichung (Taiwan), années 1980[7].
- La Closerie des Lilas, Paris, 1982.
- Rétrospective Dauchot, Château de Val, Lanobre, été 1992[7].
- Galerie Christiane Vallé, Clermont-Ferrand, novembre-décembre 2006.

### Expositions collectives
- Salon des Moins de trente ans, Paris, 1942.
- Salon d'automne, Paris, à partir de 1947[15].
- Salon des Tuileries, Paris, à partir de 1948.
- Salon des peintres témoins de leur temps, Musée Galliera, Paris, de 1951 à 1982 (dont mars-avril 1957[Note 2]).
- France-Italie, Turin, 1955.
- Salon du dessin et de la peinture à l'eau, Paris, 1955-1958[13].
- Comité national du livre illustré français, Les chefs-d'œuvre des illustrateurs français contemporains (Jean-Gabriel Daragnès, Albert Decaris, Bernard Buffet, Michel Ciry, Gabriel Dauchot, Jacques Houplain, André Minaux, Pierre-Yves Trémois), Musée-bibliothèque de Toulon, mai 1957.
- Salon Comparaisons, Paris, 1956, 1957[13], 1958, 1960, 1961, 1962.
- Biennale de jeune peinture et de sculpture, Paris, 1957[13].
- Acquisitions récentes, Cincinnati Contemporary Arts Center, Cincinnati, 1958.
- La collection de M. et Mme Julius Fleischmann, Cincinnati Contemporary Arts Center, Cincinnati, 1959.
- La réalité retrouvée - La Jeune Peinture - Paris, 1948-1958 : Françoise Adnet, Richard Bellias, Bernard Buffet, Philippe Cara Costea, Simone Dat, Gabriel Dauchot, Michel de Gallard, Raymond Guerrier, Roger Lersy, Bernard Lorjou, André Minaux, Jean Pollet, Paul Rebeyrolle, Gaëtan de Rosnay, Michel Thompson, Maurice Verdier, Musée Estrine, Saint-Rémy-de-Provence, 2010.
- Étoile Cathédrale, Huguette Arthur Bertrand, Gabriel Dauchot, Galerie Gastaud, Clermont-Ferrand, novembre 2012.
- Quarante ans d'expositions au Château de Val, Château de Val, Lanobre, été 2014[7].
- Beautifully obscene, the history of the erotic print, Studio 3 Gallery, School of Arts, Université de Kent, mai-juin 2015[16].
- Reflets de la peinture du XXe siècle, Château de Val, Lanobre, juillet-octobre 2015.

## Collections publiques

### États-Unis
- Cincinnati, Contemporary Arts Center.

### France
- Clermont-Ferrand, musée d'art Roger-Quilliot, deux œuvres ;
- Lanobre, château de Val : Le château de Val ;
- Libourne, musée des beaux-arts : Nature morte au pain, huile sur toile, 1961[13];
- Paris :
  - Musée d'art moderne de la ville de Paris :
    - Le boulevard, lithographie 38x56,5cm, vers 1959[17] ;
    - Paris, lithographie 50x66cm, vers 1964[18].

  - Musée national d'art moderne :
    - Madame Colomba, huile sur toile, 1951[13],[19] ;
    - La Chanteuse réaliste, huile sur toile.
- Puteaux, Fonds national d'art contemporain, Nu, huile sur toile, 1955[13] ;
- Valence, musée d'Art et d'Archéologie : Nature morte aux huîtres, huile sur toile 54x81cm, 1948[13],[20].

### Suisse
- Mendrisio, Museo d'arte[21] ;
- Pully, musée d'art[22].

### Collections privées
- Irene Dunne ;
- Julius Fleischmann, Cincinnati[23] ;
- Greta Garbo, New York, Arlequin[24] ;
- Jean Jansem[25]
- Edward G. Robinson, Los Angeles ;
- Georges Renaud ;
- Arthur Rubinstein.